# Huis de Lalaing

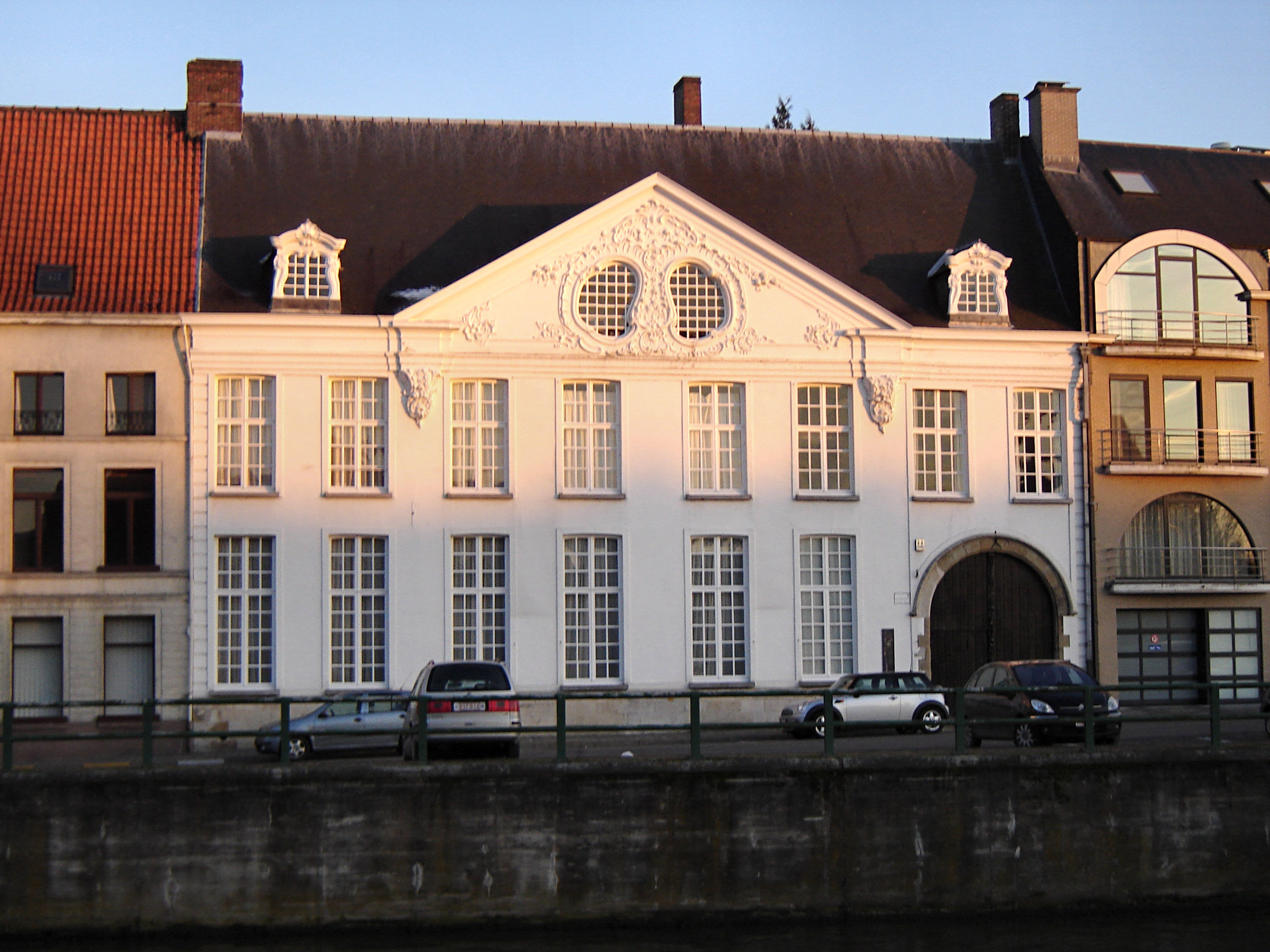
Huis de Lalaing

Het Huis de Lalaing is een museum en restauratieatelier in de Oost-Vlaamse stad Oudenaarde. Het Huis de Lalaing is gesitueerd in de Pamelewijk, aan de Schelde.
Het is een statige 17e-eeuwse patriciërswoning. Het huis dankt zijn naam aan Filips van Lalaing, heer van Schorisse en stadsgouverneur, die hier woonde in de 16e eeuw. Mogelijk werd Margaretha van Parma in dit huis geboren, de onechte dochter van keizer Karel V en Johanna van der Gheynst.
De stad Oudenaarde kocht het Huis de Lalaing in 1978 en sindsdien is het omgevormd tot een restauratieatelier en museum. Oudenaarde was vroeger een belangrijk wandtapijtenproductiecentrum. Het produceerde de verdures.

## Multifunctioneel
Het huis "de Lalaing" omvat:
- Een restauratie-werkplaats. In de restauratie-werkplaats worden historische tapijten, meestal eigendom van de stad, behandeld en voor verdere aftakeling gevrijwaard en dit op basis van een sinds 1984 gebruikte wetenschappelijk verantwoorde methode. In het restauratieatelier gebeurt de restauratie- en conservatie van de Oudenaardse historische wandtapijten. Na de behandeling worden de historische wandtapijten in de benedenlakenhalle van het stadhuis geëxposeerd.
- Een weef-werkplaats
- In de VASA weef-werkplaats worden moderne hedendaagse tapijten volgens de klassieke techniek van het "legwerk" vervaardigd. Het weefatelier weeft hedendaagse wandtapijten volgens de oude Oudenaardse technieken.
- Een educatieve ruimte. Hier worden cursussen in weeftechnieken georganiseerd. De educatieve ruimte bevat een ruime collectie foto's van de weef- en restauratietechnieken.

## Afbeeldingen

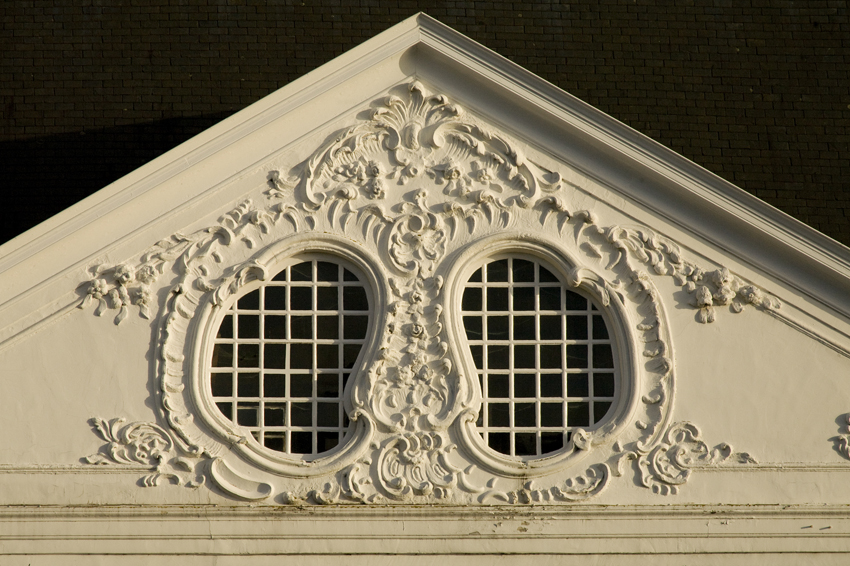
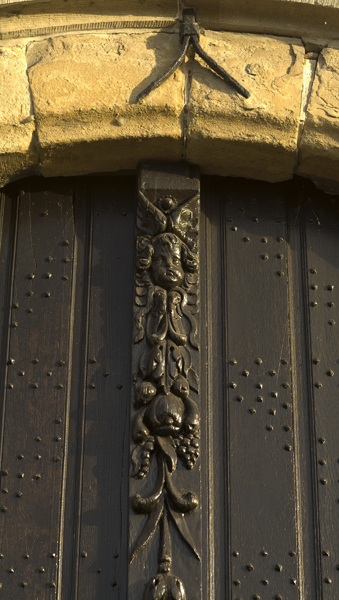